# Siety
Siety – dawna wieś na Białorusi. Pozostałości wsi znajdują się obecnie na Białorusi, w obwodzie witebskim, w rejonie głębockim, w sielsowiecie Urzecze.

## Historia
W czasach zaborów wieś Siety podlegała okręgowi wiejskiemu Zalesie, w gminie Zalesie, w powiecie dzisieńskim, w guberni wileńskiej Imperium Rosyjskiego. Pod koniec XIX wieku należała do dóbr Zalesie, własność Oskierków.
W latach 1921–1945 wieś leżała w Polsce, w województwie wileńskim, w powiecie dziśnieńskim, w gminie Zalesie.
Według Powszechnego Spisu Ludności z 1921 roku zamieszkiwało tu 85 osób, z czego 2 były wyznania rzymskokatolickiego a 83 prawosławnego. Jednocześnie wszyscy mieszkańcy zadeklarowali białoruską przynależność narodową. We wsi znajdowało się 13 budynków mieszkalnych. Według Powszechnego Spisu Ludności z 1931 roku we wsi znajdowało się 15 domów, w których zamieszkiwały 83 osoby.
Wierni należeli do parafii rzymskokatolickiej w Głębokiem i parafii prawosławnej w Zalesiu. Miejscowość podlegała pod Sąd Grodzki w Łużkach i Okręgowy w Wilnie; właściwy urząd pocztowy mieścił się w Zalesiu.